# Tierralta
Tierralta è un comune della Colombia facente parte del dipartimento di Córdoba.
Il centro abitato venne fondato da Santiago Canabal e Enrique Martínez Zurita nel 1909, mentre l'istituzione del comune è del 1931.